# Турска на Европском првенству у атлетици у дворани 1970.
Турска је учествовала на 1. Европском првенству у дворани 1970 одржаном у Бечу, Аустрија, 14. и 15. марта. У првом учешћу на европским првенствима у дворани репрезентацију Турске представљала су 4 атлетичара који су се такмичили у 5 дисциплина.
На овом првенству Турска није освојила ниједну медаљу. Турске нема ни у табели успешности према броју и пласману такмичара који су учествовали у финалним такмичењима (првих 8 такмичара) Турска је једина земља која није имала ниједног финалисту на овон првенству од 24 земље учеснице.

## Учесници
| Бр. | Дисциплина   | Мушкарци        | Жене | Укупно |
| --- | ------------ | --------------- | ---- | ------ |
| 1.  | 1.560 м      | Мехмет Тумкан   |      | 1      |
| 2.  | 60 м препоне | Нурулах Џандан  |      | 1      |
| 4.  | Скок увис    | Нурулах Џандан* |      | 1*     |
| 4.  | Скок мотком  | Омер Гирајгил   |      | 1      |
| 4.  | Бацање кугле | Тахсин Албарјак |      | 1      |
|     | Укупно (5)   | 4               | 0    | 4      |

- звездицом је означен такмичара који је учествовао у још некој од дисциплина

## Резултати

### Мушкарци
| Атлетичар       | Дисциплина   | Лични рекорд | Квалификације | Квалификације | Полуфинале           | Полуфинале           | Финале               | Финале   | Детаљи |
| Атлетичар       | Дисциплина   | Лични рекорд | Резултат      | Место         | Резултат             | Место                | Резултат             | Место    | Детаљи |
| --------------- | ------------ | ------------ | ------------- | ------------- | -------------------- | -------------------- | -------------------- | -------- | ------ |
| Мехмет Тумкан   | 1.500 м      |              | 3:51,2 ЛР     | 6. у гр. 1    |                      |                      | Није се квалификовао | 10 / 16  |        |
| Нурулах Џандан  | 60 м препоне |              | 8,8           | 5 у гр 1      | Није се квалификовао | Није се квалификовао | Није се квалификовао | 16. / 16 |        |
| Нурулах Џандан  | скок увис    |              |               |               |                      |                      | 1,95                 | 17. / 18 |        |
| Омер Гирајгил   | скок мотком  |              |               |               |                      |                      | 4,20 ЛР              | 12. / 12 |        |
| Тахсин Албарјак | бацање кугле |              |               |               |                      |                      | 14,64 ЛРС            | 10. / 10 |        |